# Jungfernkopf
Jungfernkopf ist einer von 23 Stadtteilen der nordhessischen Großstadt Kassel (Hessen, Deutschland).

## Geographie
Der Stadtteil Jungfernkopf befindet sich im Norden Kassels. Er wird in dieser Himmelsrichtung durch die Grenze zu Vellmar begrenzt, eine Nachbarstadt, in welche die Bebauung nahtlos übergeht. Im Osten stößt der Stadtteil – jenseits der ICE-Schnellfahrstrecke Hannover-Kassel-Würzburg – an den Stadtteil Rothenditmold. Im Südosten, Süden, Südwesten und Westen grenzt er an den Stadtteil Harleshausen, zu dem der Geilebach, der den Stadtteil Jungfernkopf im Süden tangiert, eine natürliche Abgrenzung bildet.

## Politik

### Ortsbeiratswahl
Die Wahlbeteiligung bei der Ortsbeiratswahl 2021 lag bei 59,2 %.
| Ortsbeiratswahl Jungfernkopf 2021Wahlbeteiligung: 59,2 % 403020100 32,0 %31,1 %28,6 %8,4 %n. k. % SPDCDUGrüneLinkeFDPGewinne und Verlusteim Vergleich zu 2016 %p 10 8 6 4 2 0 −2 −4 −6 −8−10−12−14−16−18−17,1 %p+6,5 %p+5,8 %p+8,4 %p−3,5 %pSPDCDUGrüneLinkeFDP |

### Wahlen im Stadtteil
| Jahr | Wahl                        | Wbt.  | CDU  | SPD  | Grüne | AfD  | Linke | BSW | FDP  | FW  | Sonst. |
| ---- | --------------------------- | ----- | ---- | ---- | ----- | ---- | ----- | --- | ---- | --- | ------ |
| 2025 | Bundestagswahl              | 87,7  | 27,2 | 23,7 | 16,7  | 11,1 | 8,3   | 5,5 | 3,8  | 0,7 | 3,0    |
| 2024 | Europawahl                  | 71,6  | 29,0 | 20,6 | 18,7  | 8,0  | 3,3   | 4,5 | 5,1  | 1,1 | 9,7    |
| 2023 | Landtagswahl                | 73,1  | 34,2 | 20,0 | 19,8  | 11,8 | 3,3   | —   | 4,2  | 3,2 | 3,5    |
| 2021 | Bundestagswahl              | 83,5  | 21,0 | 32,8 | 20,2  | 5,6  | 4,6   | —   | 11,2 | 0,5 | 4,1    |
| 2021 | Ortsbeirat                  | 59,2  | 31,1 | 32,0 | 28,6  | —    | 8,4   | —   | —    | —   | —      |
| 2021 | Stadtverordnetenversammlung | 59,0  | 26,6 | 26,6 | 25,6  | 4,7  | 7,3   | —   | 5,8  | 1,5 | 1,91   |
| 2016 | Ortsbeirat                  | 56,4  | 24,6 | 49,1 | 22,8  | —    | —     | —   | 3,5  | —   | —      |
| 2016 | Stadtverordnetenversammlung | 56,5  | 22,6 | 36,7 | 14,6  | 10,5 | 5,2   | —   | 6,0  | 3,1 | 1,32   |
| 2011 | Ortsbeirat                  | 57,3  | 24,0 | 54,4 | 20,8  | —    | —     | —   | 0,8  | —   | —      |
| 2011 | Stadtverordnetenversammlung | 57,1  | 26,0 | 45,2 | 19,8  | —    | 3,5   | —   | 2,1  | 1,5 | 1,93   |
| 2006 | Ortsbeirat                  | 54,9  | 27,6 | 60,4 | 9,9   | —    | —     | —   | 2,0  | —   | —      |
| 2001 | Ortsbeirat                  | k. A. | 31,0 | 41,4 | 6,7   | —    | —     | —   | 3,9  | —   | —      |

Fußnoten
1 2021: zusätzlich: Bienen: 1,1 %; PARTEI: 0,8 %

2 2016: zusätzlich: Piraten: 1,3 %

3 2011: zusätzlich: Piraten: 1,6 %; AUF-Kassel: 0,3 %

## Ortsbild
Der größte Teil des zumeist dicht bebauten aber dennoch reichlich begrünten Stadtteils Jungfernkopf wird vom langgestreckten Bergrücken des teils dicht bewaldeten Jungfernkopfs eingenommen, ein im Mittel 225 m hoher und von Westen nach Osten hin abfallender Höhenzug. Im Süden des Stadtteils befinden sich einige Bereiche des so genannten Feldlagers mit Wiesen- und Ackerflächen, die an den bereits erwähnten Geilebach stoßen. Im äußersten Nordwesten des Stadtteils und damit nördlich der Straße Am Ziegenberg bzw. östlich der Obervellmarer Straße entsteht seit Mitte der 1990er ein Neubaugebiet mit einem bereits fertiggestellten Einkaufszentrum einem Tegut Supermarkt und einem Penny-Discounter. Im äußersten Südosten des Stadtteils befinden sich zahlreiche Schrebergärten an einem Ausbesserungswerk der Deutschen Bahn.
Ab Juni 2011 wurden an der Bahnstrecke Kassel–Warburg direkt nordöstlich der Haltestelle Kassel-Jungfernkopf eine Fußgängerbrücke (auf Höhe der Straße Am Kiefernweg) über und eine Unterführung (auf Höhe der Waldecker Straße für die Straßenachse Wegmannstraße–Eisenbahnweg–Schenkebier Stanne) unter der Bahntrasse gebaut. Veranschlagt wurden für dieses Bauprojekt 6 Mio. Euro. Nach deren Fertigstellung stellte eine der letzten handbetriebenen Bahnschranken Hessens, die sich am bisherigen Bahnübergang direkt südwestlich der Haltestelle befand, im November 2012 ihren Dienst ein.

## Geschichte

### Allgemeines
Der Stadtteil Jungfernkopf entstand 1981 durch die Abtrennung der Stadtbezirke Wegmannspark, Jungfernkopf, Osterberg und Nordend von Harleshausen. Der Name des Stadtteils stammt vom Höhenzug Jungfernkopf, dessen Name wohl von einem Nonnenkloster herrührt, welches auf seiner Bergkuppe gestanden haben soll.

### Zeittafel
- Seit 1951 hat Jungfernkopf eine eigene evangelische Kirchengemeinde, die in der Kirche Jungfernkopf (Waldecker Straße) ansässig ist.
- 1952 wurde die Grundschule Jungfernkopf eröffnet und besteht seit 1957 selbstständig als Schule Jungfernkopf.

## Verkehrsanbindung

### Straße

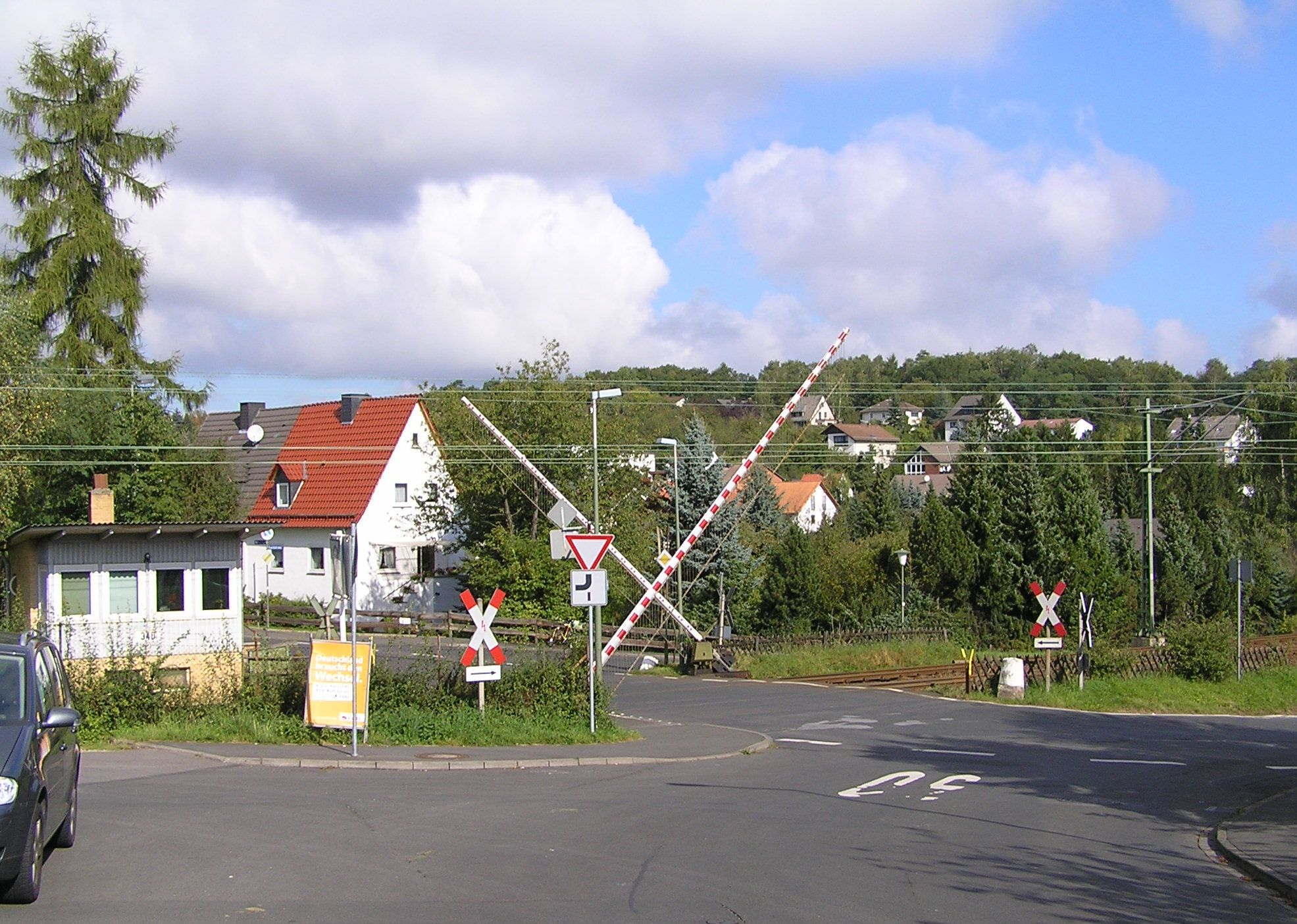
2005: Bahnübergang mit Schranken (handbetrieben) und Bahnwärterhaus an der Wegmannstraße/Schenkebier Stanne, vor dem Bau der RegioTram-Haltestelle

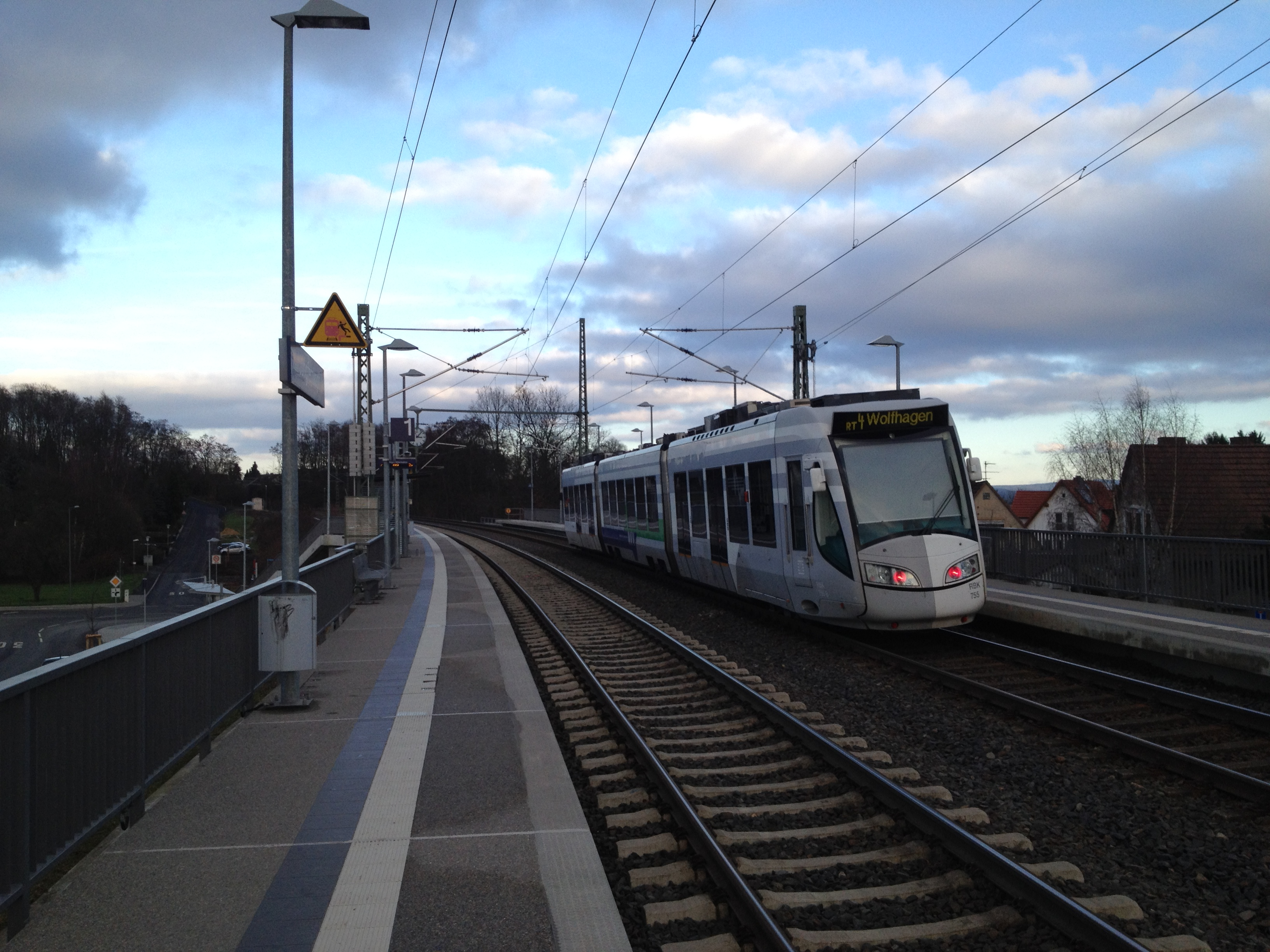
Der Bahnhof Jungfernkopf mit einer RegioTram

Der Stadtteil Jungfernkopf ist von Südwesten bzw. Harleshausen kommend von der B 251 (Wolfhager Straße) über die Obervellmarer Straße zu erreichen. Aus Richtung Osten kommend besteht über die Achse Schenkebier Stanne-Wegmannstraße-Am Ziegenberg, die den Stadtteil in West-Ost-Richtung durchschneidet, auch eine Anbindung zur B 7 und B 83, die sich nicht nur innerhalb Kassels die vierspurige und sehr vielbefahrene Holländische Straße teilen. Über diese Bundesstraßen und über von diesen abzweigende Zubringerstraßen besteht durch das Kasseler Stadtgebiet fahrend auch Anbindung zu drei Autobahnen: Über die B 251 (Wolfhager Straße) gelangt man in Richtung Westen zur A 44 (Anschlussstelle Zierenberg), über die B 7 (Leipziger Straße) nach Südosten fahrend kommt man zur A 7 (Anschlussstelle Kassel-Ost bzw. alternativ Kassel-Nord an Dresdner Straße). Über die B 3 (Frankfurter Straße, Am Auestadion), welche die B 83 in Kassel kreuzt, nach Süden fahrend gelangt man zur A 49 (Anschlussstelle Kassel-Auestadion), die in dieser Himmelsrichtung auch über die B 83 (Anschlussstelle Kassel-Waldau) zu erreichen ist. Von den eben genannten Autobahnen besteht ebenfalls Anbindung an die eben genannte A 44.

### ÖPNV
Am 13. Dezember 2008 wurde an der Harleshäuser Kurve (Bahnstrecke Kassel–Warburg) die RegioTram-Haltestelle Kassel-Jungfernkopf eingeweiht. Seit dem Fahrplanwechsel am darauf folgenden Tag halten dort planmäßig die Linien RT1 und RT4, welche die Fahrzeit zum Beispiel zum Hauptbahnhof Kassel auf 7 Minuten verkürzt.
| Linie | Verlauf | Takt                                           |
| ----- | --- | ---------------------------------------------- |
| RT1   | Hofgeismar-Hümme – Hofgeismar – Grebenstein – Immenhausen – Espenau-Mönchehof – Vellmar-Obervellmar – Vellmar-Osterberg/EKZ – Kassel Jungfernkopf – Kassel-Harleshausen – Kassel-Kirchditmold – Kassel Hbf (tief) – Scheidemannplatz – Wilhelmsstraße/Stadtmuseum – Rathaus/Fünffensterstraße – Rathaus – Friedrichsplatz – Königsplatz – Am Stern – Holländischer Platz/Universität – Halitplatz – Hauptfriedhof – Wiener Straße – Holländische Straße Stand: Fahrplanwechsel Dezember 2021                                                                             | 30 min (werktags) 60 min (sonn-/feiertags)     |
| RT4   | Wolfhagen – Altenhasungen – Oberelsungen – Zierenberg-Rosental – Zierenberg – Fürstenwald – Ahnatal-Weimar – Ahnatal-Heckershausen – Ahnatal-Casselbreite – Vellmar-Obervellmar – Vellmar-Osterberg/EKZ – Kassel Jungfernkopf – Kassel-Harleshausen – Kassel-Kirchditmold – Kassel Hbf (tief) – Scheidemannplatz – Wilhelmsstraße/Stadtmuseum – Rathaus/Fünffensterstraße – Rathaus – Friedrichsplatz – Königsplatz – Am Stern – Holländischer Platz/Universität – Halitplatz – Hauptfriedhof – Wiener Straße – Holländische Straße Stand: Fahrplanwechsel Dezember 2021 | 60 min 30 min (Zierenberg–Holl. Str. werktags) |

## Gewässer
Der Stadtteil Jungfernkopf wird in West-Ost-Richtung unterhalb bzw. südlich des Jungfernkopfs vom kleinen Jungfernbach durchflossen, der an der Grenze der Stadtteile Nord-Holland, in dem er unterirdisch verläuft, und Philippinenhof-Warteberg in die Ahne mündet.
Ebenfalls in West-Ost-Richtung wird der Stadtteil im äußersten Süden an der Grenze zu Harleshausen vom Geilebach tangiert.